# Дон Карлос (опера)
Вижте пояснителната страница за други значения на Дон Карлос.
„Дон Карлос“ е опера в 5 действия от Джузепе Верди.
Действието се развива в Испания около 1560 г. Операта е написана по поръчка на „Гранд опера“ в Париж, след успеха на други творби на Верди. Жозеф Мери и Камий дю Локл, изработват либрето по сюжета на Шилеровата драма „Дон Карлос“.
За пръв път операта е изнесена в Парижката опера „Гранд опера“ на 11 март 1867. Седемнадесет години по-късно Верди написва по-кратка редакция за Миланската Скала, която и до днес се играе в Италия.
За първи път на българска сцена операта е поставена в София през 1936 г. с диригент Асен Найденов и режисьор Драган Кърджиев.